# Hetaerina gallardi
Hetaerina gallardi là loài chuồn chuồn trong họ Calopterygidae. Loài này được Machet mô tả khoa học đầu tiên năm 1989.